# مانفريد موك
مانفريد موك (بالألمانية: Manfred Möck)‏ (و. 1959 – م) هو ممثل، وممثل مسرحي، وممثل أفلام من ألمانيا. ولد في زانغرهاوزن.

## وصلات خارجية
- مانفريد موك على موقع IMDb (الإنجليزية)
- مانفريد موك على موقع ألو سيني (الفرنسية)
- مانفريد موك على موقع أول موفي (الإنجليزية)
- مانفريد موك على موقع قاعدة بيانات الفيلم (الإنجليزية)
- مانفريد موك على موقع كينوبويسك (الروسية)